# Dalima eoa
Dalima eoa là một loài bướm đêm trong họ Geometridae.